# サティエンドラ・ボース
サティエンドラ・ナート・ボース（英語: Satyendra Nath Bose、ベンガル語: সত্যেন্দ্রনাথ বসু [ʃotːendronatʰ boʃu] ショッテンドロナト・ボシュ、ヒンディー語: सत्येन्द्र नाथ बसु [səˈtjeːndrə ˈnaːtʰ ˈboːs] サティエーンドラ・ナート・ボース、1894年1月1日 - 1974年2月4日）は、インドの物理学者。ボース＝アインシュタイン統計を光子の統計として導入。ボース粒子（ボソン、ボーズ粒子／ボゾンとも）として名を残す。

## 人物
ボースは1894年に英領インドのカルカッタに生れた。1909年からカルカッタのプレジデンシー大学に入学した。1916年から教職に就き、ダッカ大学（1921年 - 1945年）を経てカルカッタ大学（1945年 - 1956年）の教授となった。
ボースはダッカ大学時代の1924年、アインシュタインのもとに「プランクの放射法則と光量子仮説」と題する論文を送った。それを読んだアインシュタインは非常に高く評価し、ドイツ語に翻訳して物理学雑誌に掲載させた。ここからボースによる光子の統計法の理論が広まり、アインシュタイン自身によって発展させられた。1958年王立協会フェロー選出。